# Rudi van Dantzig

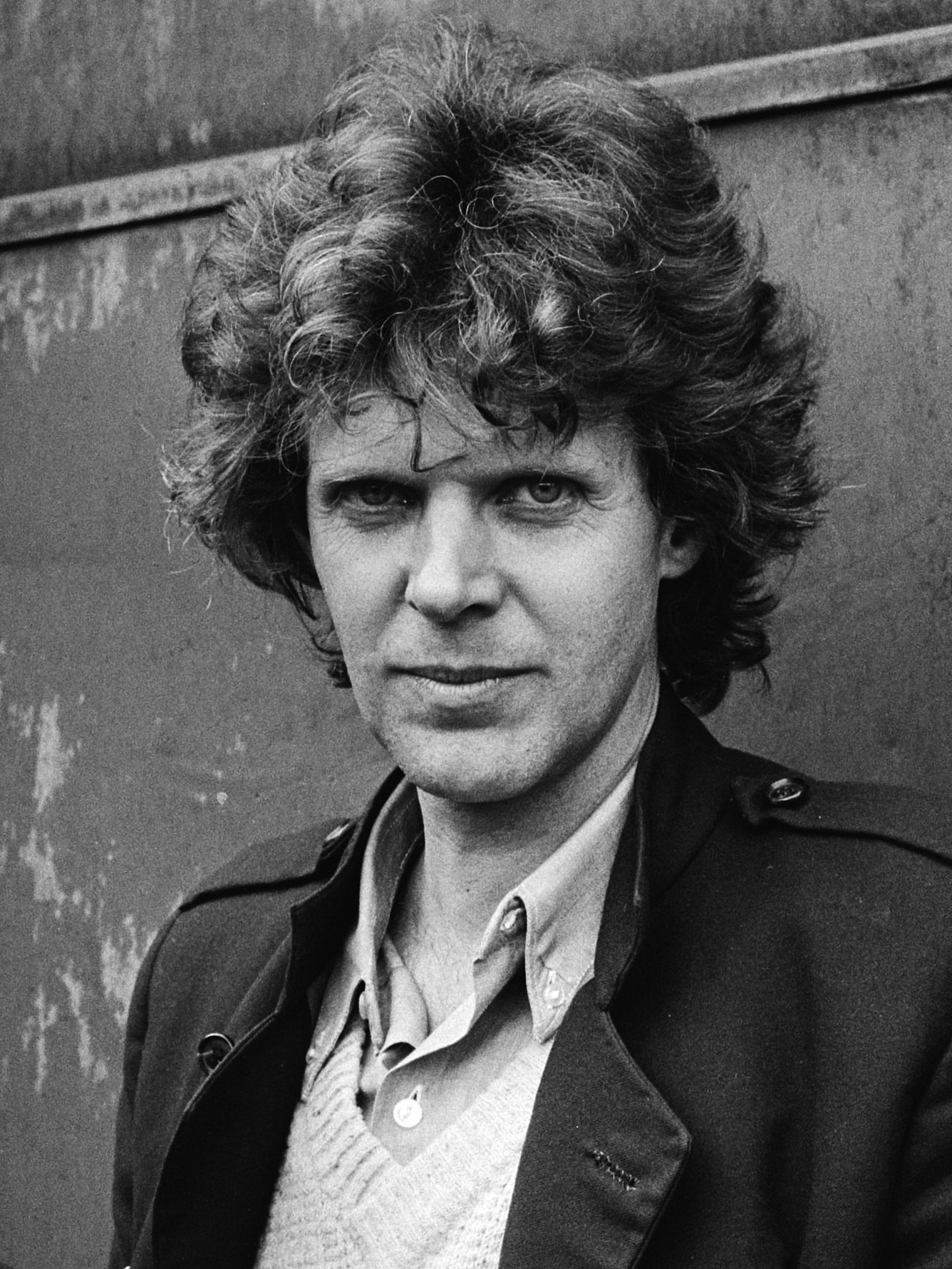
Rudi van Dantzig im Jahr 1979

Rudi van Dantzig (* 4. August 1933 in Amsterdam; † 19. Januar 2012) war ein niederländischer Tänzer, Choreograf und Schriftsteller.

## Leben
Rudi van Dantzig, der stark von der Arbeit Martha Grahams inspiriert wurde, debütierte im Jahr 1952 beim „Nederlands Ballet“ von Sonia Gaskell, für die er 1955 seine erste Choreographie schuf. In Gaskells Ballettkompagnie, aus der später das „Dutch National Ballet“ (Het Nationale Ballet) wurde, begegnete er Hans van Manen. Ab 1968 wurde er als Nachfolger von Gaskell Co-Direktor des Nationalballetts, u. a. zusammen mit van Manen. Von 1971 bis 1991 war er alleiniger Chef von Het Nationale Ballet,  das seit 1986 im Gebäude der Nationale Opera en Ballet in Amsterdam auftritt.
Dantzig ist Autor mehrerer Bücher, darunter einer Autobiographie aus dem Jahr 1986, die den Titel Voor een Verloren Soldaat (Für einen verlorenen Soldaten) trägt, für die er 1987 mit dem Goldenen Eselsohr ausgezeichnet und die 1992 verfilmt wurde.
Sein langjähriger Lebensgefährte war der niederländische Tänzer Toer van Schayk.

## Ballette
- 1955: Night Island
- 1958: The Family Circle
- 1961: Jungle
- 1965: Monument for a Dead Boy
- 1968: Moments
- 1970: On the Way
- 1971: Coloured Birds
- 1973: Here Rests: A Summer Day
- 1973–1977: Four Last Songs
- 1979: Life
- 1981: Under my Feet
- 1983: No Man's Land
- 1987: Sans armes, Citoyens !
- 1990: Archangels Butcher the Heavens Red

## Auszeichnungen
- 1969 Ritter des Ordens von Oranien-Nassau[2]
- 1982 Bundesverdienstkreuz am Bande
- 1985 Sonia Gaskell Award
- 1991 Offizier des Ordens von Oranien-Nassau
- 2002 Prix Benois de la Dance, für sein Lebenswerk[3]

## Werke
- Der verlorene Soldat, Deutsch von Helga van Beuningen, Reinbek bei Hamburg : Rowohlt, 1988, ISBN 3-499-18239-4, Neuausgabe 1994, ISBN 3-499-13389-X
- For a lost soldier, translated from the Dutch by Arnold J. Pomerans, Swaffham : Gay Men’s Press, 1996, ISBN 978-0-85449-237-4
- Remembering Nureyev - the trail of a comet, translated from the Dutch by Katie de Haan, Gainesville, Fla. [u. a.] : Univ. Press of Florida, 2008, ISBN 978-0-8130-3209-2